# Aleksandar Vučić
Aleksandar Vučić (srbsky Александар Вучић; * 5. března 1970 Bělehrad) je bývalý předseda srbské vlády a od roku 2017 srbský prezident. Ve vládě Ivici Dačiće, která vládla v letech 2012–2014, zastával resort ministra obrany; byl generálním sekretářem Národní bezpečnostní rady. Mezi lety 2012 a 2023 byl předsedou Srbské pokrokové strany (SNS). Vzděláním je právník.
Jako ministr informací za vlády Slobodana Miloševiće zavedl Vučić restriktivní opatření vůči novinářům, zejména během kosovské války. V období po buldozerové revoluci v roce 2000 byl jednou z nejvýraznějších postav opozice. Od založení nové strany v roce 2008 se odklonil od své původní krajně pravicové a tvrdě euroskeptické platformy k proevropským, konzervativním a populistickým politickým postojům. Ve volbách v roce 2012 zvítězila koalice vedená SNS a Srbská pokroková strana se poprvé stala součástí vlády, což vedlo k vytvoření systému dominantní strany. Poté, co se v roce 2014 stal předsedou vlády, slíbil, že bude pokračovat v procesu přistoupení k Evropské unii (EU), privatizovat státní podniky a liberalizovat ekonomiku.
V prosinci 2015 během přístupové konference otevřela EU první kapitoly přístupu se srbskou delegací vedenou právě Vučićem. Ten byl jednou z klíčových postav spolupráce a dialogu mezi vládami Kosova a Srbska zprostředkovaného EU a zasazoval se o provádění bruselské dohody o normalizaci vzájemných vztahů. Po jednáních zprostředkovaných Spojenými státy americkými podepsal v září 2020 dohodu o normalizaci hospodářských vztahů s Kosovem, ale také o přesunu srbského velvyslanectví v Izraeli do Jeruzaléma. Je jedním z iniciátorů projektu Otvoreni Balkan (dříve známého jako Mini Schengen Zone), hospodářské zóny balkánských zemí, která má zaručit čtyři svobody. 
Pozorovatelé označují Vučićovu vládu za autoritářský, autokratický či neliberální demokratický režim a jako příklad uvádějí omezenou svobodu tisku. Zároveň ho velká část srbské společnosti viní z všudypřítomné korupce, omezování nezávislých médií a z manipulace voleb.
Od listopadu 2024 probíhají proti Vučičovi a vládě v řadě srbských měst protesty. Vypukly v Novém Sadu poté, co se zde zřítil přístřešek vlakového nádraží, kvůli čemuž zahynulo 16 lidí a jeden člověk byl těžce zraněn. Rozšířily se do mnoha srbských měst a obcí. Zintenzivnily v červnu 2025 poté, co policie zadržela několik účastníků protivládního shromáždění v Bělehradě, kterého se zúčastnilo asi 140 tisíc lidí.

## Biografie
Aleksandar Vučić vyrůstal v Novém Bělehradě. Jeho matka byla žurnalistka a otec ekonom.
Vučić vystudoval gymnázium v Zemunu, později studoval na Právnické fakultě Bělehradské univerzity. Svá studia zde dokončil v roce 1994. Po nějakou dobu také studoval v Brightonu ve Spojeném království.
Po skončení studií se stal pracovníkem rádia Studio S v Pale v dnešní Bosně a Hercegovině. V letech 1996–1998 byl ředitelem sportovního centra „Pinki“.
V letech 1992–2008 působil v Srbské radikální straně, kde byl 14 let generálním sekretářem. V roce 1993 byl také zvolen jako poslanec do Národního shromáždění. V letech 1998–2000 zastával resort ministra informací ve vládě Mirka Marjanoviće (tj. pod prezidentem Miloševićem). V letech 2004 a 2008 kandidoval dvakrát neúspěšně na starostu Bělehradu. Pod sloganem „Vučić pro metropoli“ získal v prvním kole voleb 29,13 % hlasů oprávněných voličů a v druhém kole potom 48,4 %. Porazil jej kandidát Demokratické strany, Nenad Bogdanović.
V roce 2008 od Radikálů poté, co Tomislav Nikolić oznámil vznik nové strany, odešel. V roce 2012 se stal předsedou Srbské pokrokové strany poté, co se Tomislav Nikolić stal v prezidentských volbách hlavou státu a na svoji funkci musel rezignovat.
V roce 2014 byl předním kandidátem v parlamentních volbách za Srbskou pokrokovou stranu (která volby vyhrála). Ještě v témže roce se osobně angažoval při záchraně motoristů z kolony zaváté sněhem při kalamitě na dálnici nedaleko města Feketić. Nečekaný krok přinesl Vučićovi nemálo mediální pozornosti, ale také i posměšné komentáře na sociálních sítích.
V červenci 2015 musel utéct z pietního aktu ke 20. výročí srebrenického masakru u památníku v Potočari, když po něm lidé začali házet kameny a lahve. Vučić sice masakr označil za „strašlivý zločin“, odmítá jej však nazývat genocidou, jak požadují Bosňáci. Lidé mu na místě také transparentem připomněli jeho slova z doby války, kdy prohlásil, že za každého mrtvého Srba bude zabito 100 Muslimů.
V roce 2017 vyhrál v prvním kole prezidentských voleb s nadpoloviční většinou hlasů. Jeho vítězství přivítala Evropská unie, vyvolalo však protesty mezi některými studentskými organizacemi ve větších srbských městech. Zvítězil i v druhém kole voleb a funkce prezidenta se ujal 31. května 2017. Ještě předtím rezignoval na post předsedy srbské vlády. Následně dne 15. června 2017 pověřil sestavením nové vlády Anu Brnabićovou, původní ministryni pro záležitosti státní správy a místní samosprávy. Jako prezident prohlásil, že země bude dále usilovat o členství v EU a zůstane vojensky neutrální, bude však spolupracovat s NATO i s Ruskem.
V prosinci 2017 získal čestný doktorát na Moskevském státním institutu pro mezinárodní vztahy a v roce 2018 získal ocenění „Zlatý lev“[zdroj⁠?!] v Benátkách.
Během Vučićovy návštěvy v Česku obdržel 18. května 2021 od prezidenta Miloše Zemana Řád Bílého lva I. třídy s řetězem. Dne 3. dubna 2022 obhájil svůj prezidentský mandát na další pětileté období, když už v prvním kole prezidentských voleb získal 60 % odevzdaných hlasů.

## Protesty proti prezidentovi a vládě
Od listopadu 2024 probíhají proti Vučičovi a vládě v řadě srbských měst protesty. Vypukly v Novém Sadu poté, co se zde zřítil přístřešek vlakového nádraží, kvůli čemuž zahynulo 16 lidí a jeden člověk byl těžce zraněn. Rozšířily se do mnoha srbských měst a obcí. Zintenzivnily v červnu 2025 poté, co policie zadržela několik účastníků protivládního shromáždění v Bělehradě, kterého se zúčastnilo asi 140 tisíc lidí.
Demonstranti požadují vyhlášení předčasných voleb a konec vlády prezidenta Vučiče. Vládu obviňují z korupce a potlačování médií. Policie proti protestujícím nasadila slzný plyn.